# Dôme du Goûter
Le dôme du Goûter, culminant à 4 304 ou 4 306 m, est le troisième plus haut sommet des Alpes françaises, dans le massif du Mont-Blanc, entre la Haute-Savoie et la Vallée d'Aoste.
Le dôme du Goûter est une étape dans l'ascension du mont Blanc par la « Voie Royale » (voir l'article Les différents itinéraires). Plus bas, sur l'aiguille du Goûter se trouve le célèbre refuge du Goûter, géré par le club alpin français, qui héberge les alpinistes lors de l'ascension du mont Blanc. Plus haut, à presque 4 400 m d'altitude, se situe le bivouac/observatoire Vallot.

## Toponymie
Le nom du dôme provient du moment de la journée où le soleil passe au-dessus du sommet vu depuis la ville de Chamonix, après 16 heures, soit l'heure du goûter.
Selon une autre hypothèse, le nom Goûter est une réinterprétation d'un mot celte qui désigne une fonction religieuse très importante dans la culture gauloise : Gutuater,, « le père des invocations ».

## Géographie

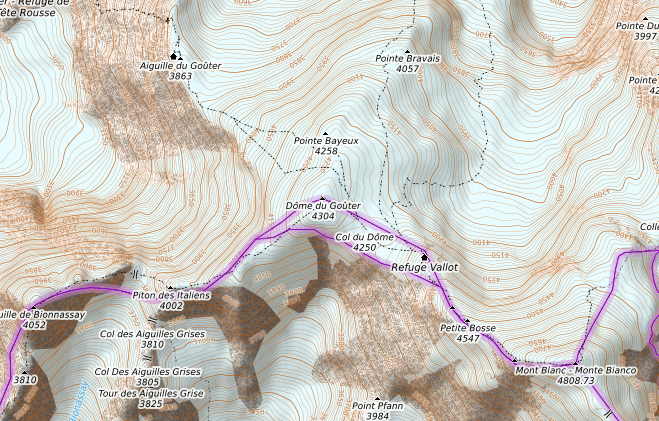
Carte topographique du dôme du Goûter.

### Tracé de la frontière
Le sommet du dôme du Goûter est indiqué comme étant entièrement situé en France sur les cartes IGN (françaises), dans une zone contestée sur celles de l'Office fédéral de topographie suisse, alors qu'il est indiqué sur la frontière sur les cartes IGM (italiennes). La controverse est similaire à celle du mont Blanc quoique moins connue.

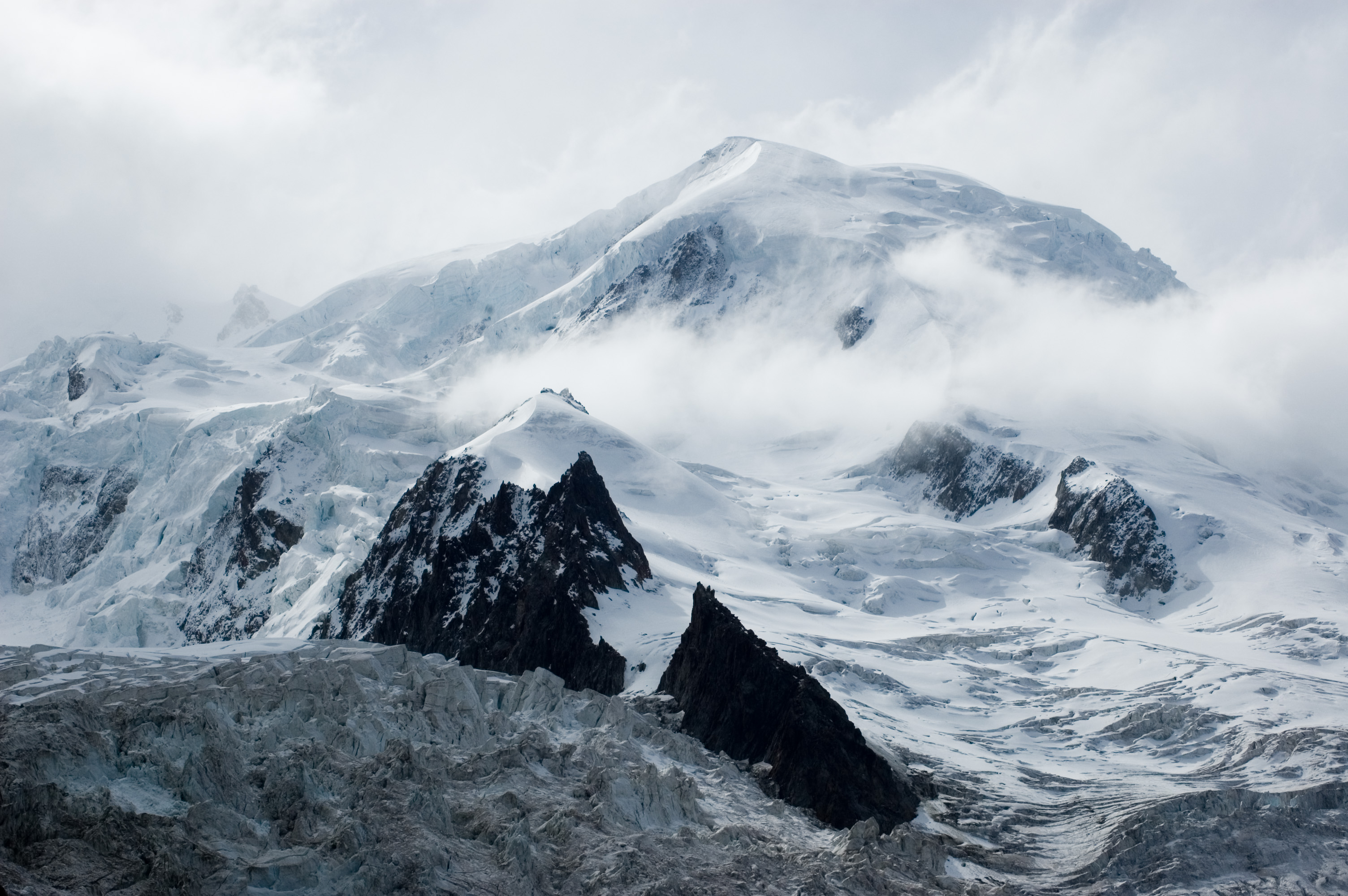
Le dôme depuis la gare des glaciers.

## Histoire
Le 30 juillet 1921, François Durafour est le premier à poser un avion sur le dôme du Goûter et à en repartir sans encombre.